# Universiteitsraad
Een universiteitsraad is een medezeggenschapsraad aan een universiteit waarin de verschillende belanghebbenden vertegenwoordigd zijn, namelijk studenten en medewerkers (wetenschappelijk/onderwijzend en ondersteunend personeel).
De leden van een universiteitsraad worden verkozen, waarbij studenten de helft van het ledental uitmaken. De raad adviseert het college van bestuur. Voor bepaalde acties, zoals het veranderen van het instellingsplan of het aanpassen van het studentenstatuut, heeft het college de instemming van de raad nodig. Dit is geregeld in de Wet op het hoger onderwijs en wetenschappelijk onderzoek (WHW).
Aan veel universiteiten organiseren de kandidaten voor de universiteitsraad zich in partijen, vergelijkbaar met de situatie voor gemeenteraadsverkiezingen. 